# Harry Vardon
Harry William Vardon (Grouville, 9 maggio 1870 – Londra, 20 marzo 1937) è stato un golfista inglese.

## Biografia
Nato a Grouville, Jersey, Isole del Canale, Vardon, la cui madre era francese e padre inglese, non ha giocato molto a golf da giovane, ma ha mostrato un talento naturale per lo sport come giovane caddie nella sua adolescenza. Harry e suo fratello Tom Vardon, più giovane di due anni e anch'egli interessato al golf, erano molto legati. Il loro sviluppo nel golf è stato frenato dalle povere circostanze familiari e il padre non sosteneva l'interesse per il golf dei suoi figli.
Nel 1896, Vardon vinse il primo dei suoi sei Open Championship (un record che resiste ancora oggi). Vardon aveva rivalità con James Braid e J.H. Taylor, che hanno vinto cinque Open Championship ciascuno; insieme i tre formarono il "Grande Triumvirato" e dominarono il golf mondiale dalla metà degli anni Novanta dell'Ottocento alla metà degli anni Dieci del Novecento. Queste rivalità hanno aumentato l'interesse del pubblico per il golf.

## Carriera

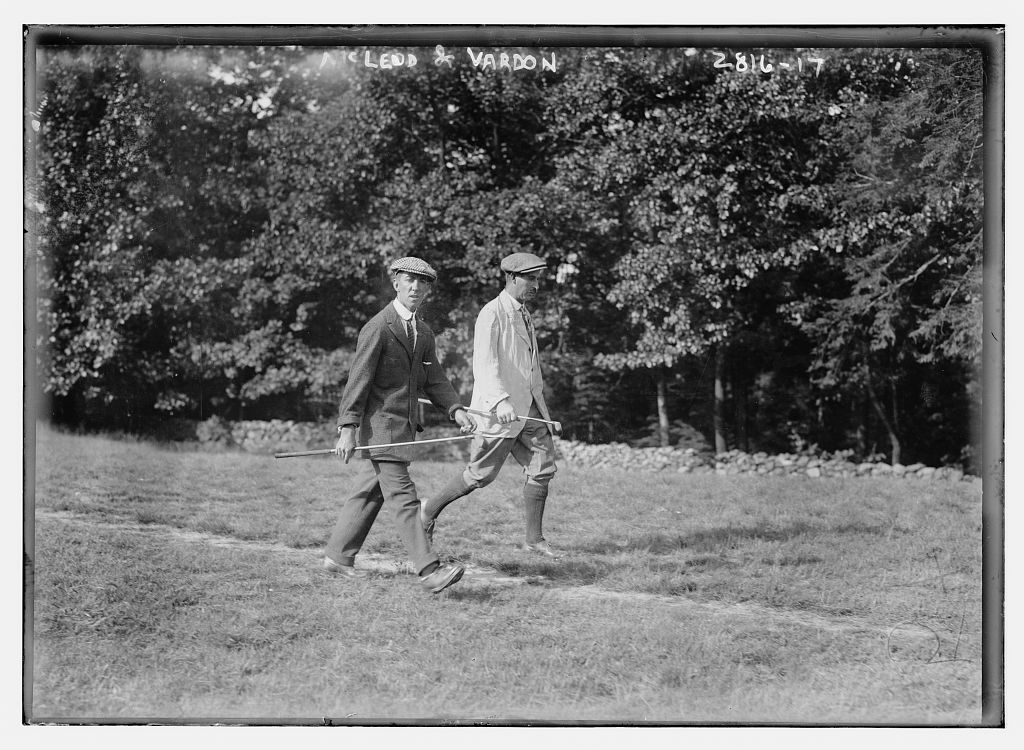
Fred McLeod e Vardon al U.S. Open 1913 di golf.

Vincitore di molti tornei, tra cui per ben sei volte il British Open (record tuttora imbattuto), è considerato uno dei più grandi giocatori di tutti i tempi. Nel 1900 vinse l'U.S. Open, mentre nel 1913 arrivò secondo, battuto dal giovanissimo amateur Francis Ouimet, come pure nel 1920, dietro Ted Ray.
Nel 1914 vinse il suo ultimo The Open Championship. Pubblicò il libro sul gioco del golf: The Gist of Golf. Nel 1974 il suo nome è stato inserito nella World Golf Hall of Fame. Nel 2005 l'attore Stephen Dillane ha interpretato il noto golfista nel film Il più bel gioco della mia vita.

## Morte e ricordo
Dopo il suo ritorno in campo dopo un'assenza prolungata mentre si stava riprendendo dalla tubercolosi, ha avuto seri problemi con il colpi di media distanza a causa di un danno ai nervi della mano destra e diversi commentatori sostengono che avrebbe potuto vincere altri major se questa disabilità non lo avesse afflitto. Vardon e James Braid hanno collaborato a diverse edizioni della Spalding Athletic Library "How to Play Golf".
Vardon morì nel 1937 all'età di 66 anni, di pleurite o forse di cancro ai polmoni, nella sua casa al 14 (ora numero 35) Totteridge Lane, Whetstone, Londra, ed è sepolto nella chiesa di Sant'Andrea.
Quell'anno, la PGA of America creò il Vardon Trophy, ora assegnato ogni anno al giocatore del PGA Tour con la media di punteggio rispetto al par più bassa dell'anno. La PGA britannica ha anche creato l'Harry Vardon Trophy che ora serve come premio per il vincitore della Race to Dubai del Tour Europeo.

## Vardon grip

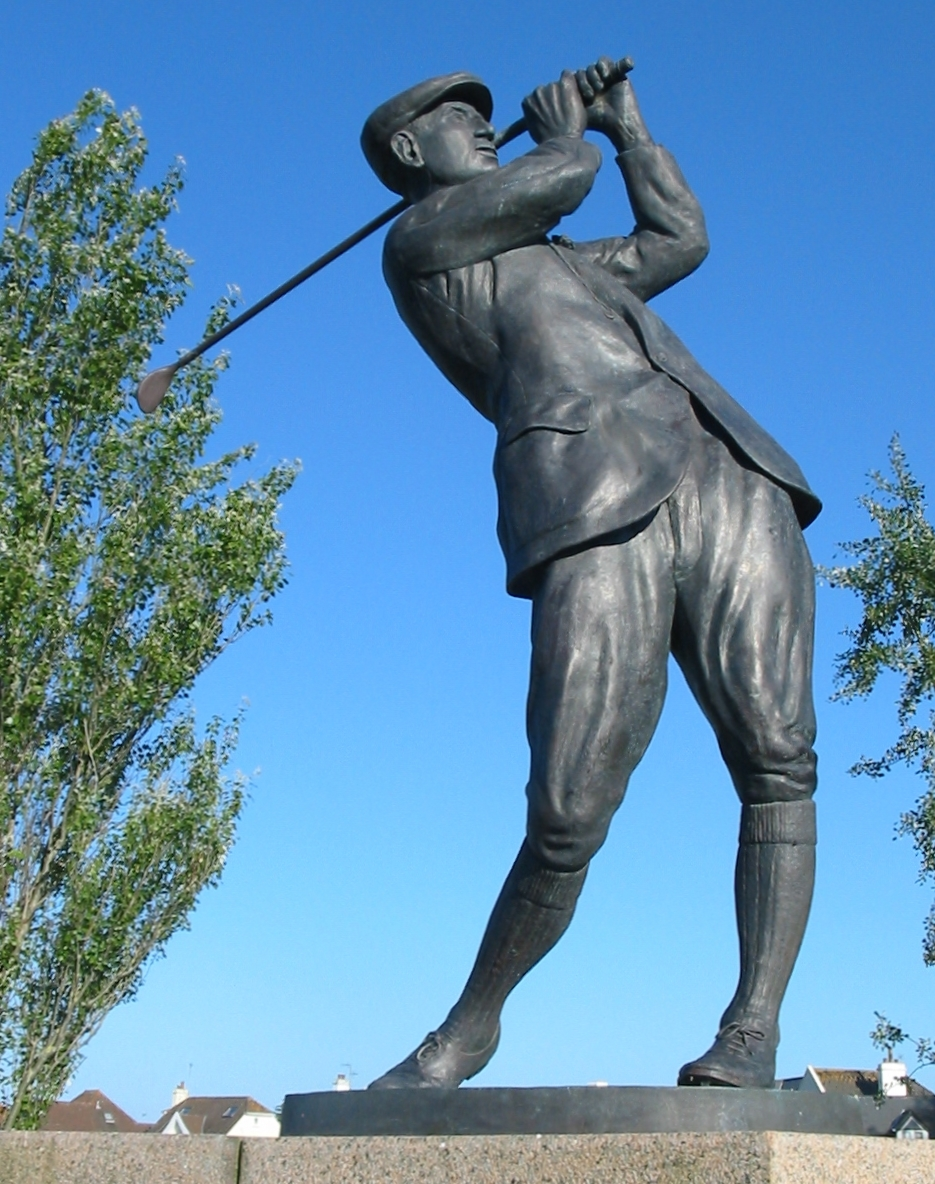
Statua di Vardon al Royal Jersey Golf Club
sull'isola di Jersey

È ricordato anche per il grip (il modo di impugnare il bastone da golf chiamato Vardon grip, impugnato in cima con entrambe le mani) da lui usato per la prima volta in un ambito professionistico (ma ideato da Johnny Laidlay, un giocatore dilettante scozzese), quindi diffuso in tutto il mondo. Questo grip è utilizzato ancora oggi dal 90% dei giocatori di ogni livello.

## Tornei
- 1896 British Open
- 1898 British Open
- 1899 British Open
- 1900 U.S. Open
- 1903 British Open
- 1906 World of Golf Gold Medal
- 1911 German Open
- 1911 British Open
- 1912 World of Golf Gold Medal
- 1914 British Open

## Tornei Major

### Vittorie (7)
| Anno | Campionato                | 54 buche           | Punteggio di vittoria | Margine   | Secondo         |
| ---- | ------------------------- | ------------------ | --------------------- | --------- | --------------- |
| 1896 | The Open Championship     | 4 colpi di deficit | 83-78-78-77=316       | Playoff 1 | J.H. Taylor     |
| 1898 | The Open Championship (2) | 2 colpi di deficit | 79-75-77-76=307       | 1 colpo   | Willie Park Jr. |
| 1899 | The Open Championship (3) | 3 colpi dal leader | 76-76-81-77=310       | 5 colpi   | Jack White      |
| 1900 | U.S. Open                 | 4 colpi dal leader | 79-78-76-80=313       | 2 colpi   | J.H. Taylor     |
| 1903 | The Open Championship (4) | 7 colpi dal leader | 73-77-72-78=300       | 6 colpi   | Tom Vardon      |
| 1911 | The Open Championship (5) | 3 colpi dal leader | 74-74-75-80=303       | Playoff 2 | Arnaud Massy    |
| 1914 | The Open Championship (6) | 2 colpi di deficit | 73-77-78-78=306       | 3 colpi   | J.H. Taylor     |

1 Ha sconfitto J.H. Taylor nei playoff a 36 buche con 4 colpi 

2 Sconfitto Arnaud Massy nei playoff a 36 buche: Massy ha subito il tiro alla 35 buca